# Magali Baton
Pour les articles homonymes, voir Baton (homonymie).
Magali Baton, née le 12 mars 1971 à Saint-Chamond (Loire), est une judokate française. Elle occupe actuellement le poste de Secrétaire générale de la Fédération française de judo, jujitsu, kendo et disciplines associées (FFJDA).

## Carrière sportive

### Championnats du monde
Elle est médaillée de bronze aux Championnats du monde 1997 en catégorie des moins de 56kg. 

### Championnats d'Europe
Aux Championnats d'Europe, elle est médaillée d'argent en moins de 57kg, en 1999, médaillée de bronze en moins de 56kg en 1994, 1996 et 1997 et médaillée de bronze, en moins de 57kg, en 1998.

### Championnats de France
Championne de France 2001 en -57kg, elle est également médaillée de bronze en -56kg, en 1992 et en -57 kg, en 1999.

### Tournois majeurs
Première au tournoi de Paris en -57kg, en 2000 et médaillée de bronze en 56kg, en 1994 et 1997.

## Carrière administrative
Depuis novembre 2020, elle fait partie du comité directeur de la Fédération française de judo et est désignée Secrétaire générale, succédant ainsi à Jean-René Girardot. Elle s'est notamment saisie du dossier des violences dans son sport.